# Екатериновское городище
Екатери́новское городище — горное городище в Партизанском районе Приморского края.  Расположено в двух километрах северо-восточнее села Екатериновки. Памятник археологии чжурчжэньской культуры, датируется XI—XIII веками.

## История исследования памятника
В 1963 и 1965 годах на городище проводились археологические разведочные работы под руководством Э. В. Шавкунова. Во время работ был снят план системы оборонительных сооружений и раскопано одно жилище. Собранный материал позволил Э. В. Шавкунову датировать памятник XI веком. В 1976, 1977 и 1980 годах стационарные раскопки городища проводились отрядом Института истории, археологии и этнографии народов Дальнего Востока ДВНЦ АН СССР; руководил раскопками В. Д. Леньков. За все эти годы были вскрыты и обследованы 22 жилища и примыкающие к ним территории. Общая площадь всех раскопов к 1998 году составила 3250 м2. Работы по исследованию памятника возобновились в 1998 году. Инициировал исследования Музейно-выставочный центр города Находки. С 1998 года продолжились раскопки Екатериновского городища под руководством Т. А. Васильевой. На 2005 год были обследованы остатки около 30 жилищ. Общая площадь раскопов составила более 4500 м2 .

## Описание
Городище располагается на пологом чашевидном склоне сопки, разделённом распадком на две части. По гребню сопки возведён защитный вал, представляющий собой стену из земли и камней, длиной более двух километров, высотой в различных частях от 0,5 до 5 м. Со стороны пологого склона вал имеет высоту более четырёх метров, по краю крутых отвесных склонов — не выше 0,5 м. Центральный вход, укреплённый прямым траверсом, находится на восточной пологой стороне. По всему валу хорошо просматриваются остатки 14 башен. Пологие склоны внутри городища террасированными площадками для сооружения хозяйственных и жилых построек. В северо-восточной части городища находится заболоченный участок с небольшим родником. Общая площадь памятника составляет около 27 га.
В южной части городища в 20 метрах друг от друга находятся два внутренних городка, окружённые метровым валом, с размерами: 73×63 и 86×73 м. В плане они имеют вид неправильных четырёхугольников. Третий небольшой внутренний город, также защищённый невысоким земляным валом, представляет собой усадьбу-редут — убежище с обвалованными западинами и ровной площадкой у входа. Подобные планировки крепостей характерны для чжурчженьских поселений Приморья.

### Жилища
Жилища представляли собой наземные сооружения четырёхугольной в плане формы на искусственно-устроенных площадках, построенные из брёвен и обмазанные глиной, с земляной обваловкой стен по всему периметру. В жилищах использовалась канная отопительная система. Каны П- и Г-образных видов. Каменные дымоходные каналы хорошо сохранились. Очаги небольшие – от 0,3 до 0,7 м2, глубиной до 40 см. Посередине жилища устраивался центральный опорный столб. Рядом с опорным столбом в некоторых домах выявлены хозяйственные ямы и ямки. В двух жилищах (№№ 3 и 5) были найдены металлические изделия, лом, кузнечно-слесарный инструмент. Скорее всего здесь жили люди, имевшие отношение к кузнечному ремеслу и для этих работ использовали очаги кана для изготовления небольших изделий.

### Ремесленные постройки
Население в городах селилось чаще всего по профессиональным признакам. Так было и в Екатериновском городище. Поселения ремесленников находились у центральных ворот, в северо-восточной части городища и у родника. Рядом с северо-восточным внутренним городком обследованы два жилища площадью около 80 м2. Здесь собрана коллекция кузнечной продукции и инструментов. Один очаг кана был переделан в горн. Вдоль одной боковой стенки очага и, из вертикально поставленных посередине камней, выложили узкий и глубокий канал, который со стороны устья перекрывался плоскими плитками, под которыми проходило сопло воздуходувных мехо́в. Рядом с горном находился плоский камень размерами 0,75×0,64×0,2 м, служивший скорее всего наковальней. Здесь было найдено более 20 новых гвоздей, три новых серпа, втульчатая трезубчатая острога, два новых пробоя, струг с идеально заточенным лезвием, обломки и обрезки железа и чугуна, бронзовых и серебряных изделий для дальнейшей переработки. В жилище рядом найдены: новые пробой и серп, много новых гвоздей, два пиковидных копья — черешковое и втульчатое, вертлюги и три крупных железных бубенца, которые могли быть изготовлены искусными кузнецами с помощью молотков и сварки. Здесь же был найден бронзовый долотовидный наконечник стрелы — редкая находка на чжурчжэньских памятниках Приморья. Из инструментов найдены плоский напильник длиной 30,8 см с отверстием для подвешивания и обломок другого длиной 16,3 см с мелкими насечками, пробойник и ножка угломерного инструмента.
Многочисленные и разнообразные металлические изделия, стандартизация ремесленных сооружений и кузнечно-слесарного инструментария характеризуют высокий уровень развития металлообрабатывающего ремесла у чжурчжэней и даже у тех мастеров, которые занимались этим в домашних условиях.

### Подъёмный материал
Артефакты, собранные на раскопках, представлены различными изделиями из чёрных и цветных металлов, керамики, стекла, камня. Керамика представлена лепной (чуть более 30 %), гончарной, имеется также поливная глазурованная. Из гончарной выделяются большие орнаментированные корчаги и небольшие шаровидные сосуды, много фрагментированной посуды. Изделия из металла: орудия для обработки дерева; почвы — лемех, отвал, лопата, кайлушка, мотыга; предметы быта — ножи, ножницы, замки, гвозди, крючья; вооружение — боевые топорики, наконечники стрел; изделия из бронзы — монеты, поясная гарнитура, обломок браслета, весовая гирька. Из стекла и камня сделаны украшения и пряслице.
Следы пожарищ и разрушений на городище отсутствуют. Из этого следует, что люди покинули эти места мирно, забрав с собой все необходимые вещи. Подъёмный материал и особенности оборонительного сооружения Екатериновского памятника позволили датировать его XI — концом XII (началом XIII) века.